# Boy Called Twist
Boy Called Twist è un film del 2004, diretto da Tim Greene.
In una delle più interessanti versioni del romanzo di Charles Dickens, la vicenda è ambientata con crudo realismo nella società contemporanea del Sudafrica, trovando nuove risonanze e straordinarie affinità con il racconto originario.

## Trama
Un ragazzino sudafricano cresce abbandonato in un orfanotrofio rurale. Venduto e sfruttato come lavoratore minorile, fugge a Città del Capo, dove si imbatte nella banda di ragazzi di strada di Fagin. Riuscirà però a risollevarsi e a trovare accoglienza nella famiglia di Ebrahim Bassedien, musulmano benestante, che lo accoglierà come un figlio.

## Produzione
Il film fu prodotto in Sudafrica dalla Monkey Films e Twisted Pictures.

## Distribuzione
Distribuito dalla Ster-Kinekor Pictures in Sudafrica il 18 novembre 2004, e da altre compagnie internazionalmente. Viene presentato con successo in numerosi festival internazionali, inclusi il Cannes Film Festival (Francia, 16 maggio 2005), il Buster Children's Film Festival (Danimarca, 15 settembre 2005), il London Film Festival (UK, 28 ottobre 2005), l'African Diaspora Film Festival (USA, 16 giugno 2006) e il London Children's Film Festival (UK, 15 novembre 2006)..